# フレデリック・モーリス・ド・ラ・トゥール・ドーヴェルニュ (ブイヨン公)
フレデリック・モーリス・ド・ラ・トゥール・ドーヴェルニュ（Frédéric-Maurice de La Tour d'Auvergne, duc de Bouillon, prince de Sedan, 1605年10月22日 - 1652年11月7日）は、ブルボン朝時代フランスの貴族、軍人。ブイヨン公爵及びスダン公。テュレンヌ大元帥の兄。

## 生涯
ブイヨン公アンリと、オラニエ公ウィレム1世の娘エリーザベト・フランドリカ・ファン・ナッサウの間の長男。両親と同様ユグノー信徒として育てられ、母方叔父のオラニエ公マウリッツの統治するホラント州で軍人としての教育を受けた。1623年父の死と同時にブイヨン公爵領、スダン公領、ジャメス及びロクールなどの所領を相続。1629年オランダのマーストリヒト市総督に任命される。
1634年又従妹にあたるエレオノール・ファン・デン・ベルフと結婚、妻の影響でカトリックに改宗。改宗を機にフランス王の宮廷に出仕し、准将に任じられた。またスペインとの政治的交渉が内通と見なされ、1637年オランダ政府から官職を剥奪された。ソワソン伯ルイ・ド・ブルボンとともにリシュリュー枢機卿に対する陰謀を企て、スペイン軍の助力も得て、1641年7月ラ・マルフェーの戦いでフランス国王軍に勝利した。リシュリューに恭順した後、中将に昇進、イタリア人部隊の指揮を任された。
1642年、リシュリューの失脚を狙うサン＝マール侯爵の陰謀に再び加担、発覚後カザーレ・モンフェッラートに逮捕・拘禁される。妻がスダンをスペイン軍に明け渡すとする脅迫をリシュリューに行うに及び、ようやく解放された。ただしこの事件を機にスダン公領及びロクールは没収され、フランス王国領に帰属した。
1650年弟テュレンヌ大元帥が指導者の1人となっていたフロンドの乱に加担。しかしマザラン枢機卿が高位の官職や没収されたスダン公領の補償となる領地の提供を申し出てきたので、マザラン側に寝返った。1651年アルブレ公領及びシャトー＝ティエリ公領、オーヴェルニュ伯領及びエヴルー伯領などを獲得した。
1652年に死去し領地の1つエヴルーに埋葬された。しかし遺骸は後に息子のブイヨン枢機卿エマニュエル・テオドーズの意向で他の家族の遺骸と共にクリュニー修道院に移され、同院内に設けられたブイヨン公家の墓廟に安置された。

## 子女
- エリザベート（1635年 - 1680年） - 1656年エルブフ公シャルル3世と結婚
- ゴドフロワ・モーリス（1636年 - 1721年） - ブイヨン公
- ルイーズ・シャルロット（1638年 - 1683年） - 「ブイヨン姫」
- アメリー（1640年 - ?） - 修道女
- フレデリック・モーリス（1642年 - 1707年） - オーヴェルニュ伯
- エマニュエル・テオドーズ（1643年 - 1715年） - クリュニー修道院長、枢機卿
- イポリット（1645年 - ?） - 修道女
- コンスタンタン・イニャス（1646年 - 1670年） - 聖ヨハネ騎士団員、「シュヴァリエ・ド・ブイヨン」
- アンリ・イニャス（1650年 - 1675年） - 「シュヴァリエ・ド・ブイヨン」
- モーリセット・フェブロニー（フランス語版）（1652年 - 1706年） - 1668年バイエルン＝ロイヒテンベルク公マクシミリアンと結婚

## 引用・脚注
1. 1 2  Huberty, Michel; Giraud, Alain; Magdelaine, F.; B. (1985). L'Allemagne Dynastique, Tome IV -- Wittelsbach. France: Laballery. pp. 73, 88. ISBN 2-901138-04-7
2. ↑  Bissell, Gerhard (1997), Pierre le Gros, 1666-1719, p. 47, ISBN 0-9529925-0-7 (in German)
3. ↑  Bissell, Gerhard (1997), Pierre le Gros, 1666-1719, p. 46-59, ISBN 0-9529925-0-7 (in German); id., On the Tercentenary of the Death of Pierre Le Gros, Italian Art Society blog, 2 May 2019.